# バージル・エイキンス
バージル・エイキンス（Virgil Akins、1928年3月10日 - 2011年1月22日）は、アメリカ合衆国出身の元プロボクサー。ミズーリ州セントルイス出身。元世界ウェルター級王者。

## 略歴
ミズーリ州セントルイス生まれ。1948年プロ入り。強打で鳴らし、1958年6月6日、ビンス・マルチネスを4回KOに破って空位の世界ウェルター級王座を獲得したが、同年12月5日、ドン・ジョーダンを相手の初防衛戦に失敗、在位半年の短命王者に終わった。
2011年1月22日、死去。82歳没。

## 通算戦績
59勝（34KO）31敗2引分け